# 越智杜氏
越智杜氏（おちとうじ）は、愛媛県を発祥とする、日本酒を造る代表的な杜氏集団の1つ。愛媛県の越智郡島嶼部を拠点としており、宮窪町（現:愛媛県今治市宮窪町）出身者が多いことで「宮窪杜氏」とも呼ばれていた。

## 歴史
酒造りの歴史は、宮窪町宮窪にある海南寺の江戸時代寛政期の住職、円乗に始まると言われている。円乗は高名な僧で、京に上ったり、高野山に行くことも多かった。非常に酒が好きで、京や高野山に上る途中に必ず伊丹に泊まり、時にはそこで数日を過ごして灘の生酒を味わっていた。ある時、濁り酒を造っていた酒屋でふとしたことで清酒ができ、これに名前を付けようと思っていたところ、円乗が滞在しているのを聞き、酒を飲んでもらい名前を付けてもらうことを頼んだ。円乗は、ちょうど読んでいた経文に「正宗」、「邪宗」という言葉があったので「正宗」をとって「まさむね」と名付けた。
円乗はこの清酒の造り方を学んで帰り故郷にその製法を伝え、宮窪の杜氏は次第に増加していった。技術は他国にまで知れ渡り、讃岐や阿波にまで出稼ぎに行くようになった。
第二次世界大戦前には朝鮮半島から満州、九州から中国地方にまで及んでいたが、杜氏の出稼ぎ数は徐々に減少し、その出稼ぎ先も次第に縮小された。1973年には49団体240人が活躍していたが、1989年には3分の1に減少。大島では石材採掘、伯方島では造船が盛んとなり、年間雇用を求めて転職するケースが相次いだ。
2003年には越智郡杜氏組合が解散した。